# Господин Магу (филм)
„Господин Магу“ (на английски: Mr. Magoo) е американска комедия от 1997 г. на режисьора Стенли Тонг, по сценарий на Пат Профт и Том Шерохман. Като игрална адаптация на едноименната анимационна поредица от UPA, продуциран е от „Уолт Дисни Пикчърс“, и участват Лесли Нилсен, Кели Линч, Мат Кеслър, Ник Чинлънд, Стивън Тоболовски, Ърни Хъдсън, Дженифър Гарнър и Малкълм Макдауъл.